# بروتياز السيرين عبر الغشائي 2
بروتياز السيرين عبر الغشائي 2 (بالإنجليزية: Transmembrane protease, serine 2)‏ هو إنزيم يشفَّر لدى البشر بواسطة جين TMPRSS2. وينتمي إلى عائلة بروتينات TMPRSS التي أعضاؤها هي بروتينات عبر غشائية لها نشاط بروتياز السيرين. يتواجد بروتين TMPRSS2 بتراكيز عالية في أغشية الخلايا الظهارية الخاصة بالرئة والبروستاتا، ويتواجد كذلك في القلب والكبد والجهاز الهضمي.
غالبا ما يكون لطفرات جين TMPRSS2 دور في سرطان البروستاتا. تستخدم العديد من الفيروسات -بما في ذلك سارس-كوف-2- وظيفة البروتياز الخاصة ببروتين TMPRSS2 في عملية دخول إلى الخلايا.